# Musaranya de muntanya de Hodgson
La musaranya de muntanya de Hodgson (Episoriculus caudatus) és una espècie de mamífer de la família de les musaranyes que es troba a l'Índia, Xina i Myanmar.